# El Chichón
El Chichón este un vulcan situat în mijlocul pădurilor din statul mexican Chiapas, la o distanță de 170 de kilometri de mare și 70 de kilometri de orașele Tuxtla Gutiérrez (la sud) și Villahermosa (la nord). În Chiaps se întâlnesc două plăci tectonice care formează o fisură invizibilă. Astfel de regiuni sunt predispuse la cutremure de pământ și la erupții vulcanice. El Chichón, care se înalță la extremitatea estică a lanțului vulcanic mexican, este considerat de seismologi drept unul dintre cei mai tineri vulcani de pe glob.

## Nume
Vulcanul își datorează numele fructului chichón, cu a cărui formă se pare că se aseamănă.

## Istorie
Vulcanul a fost descoperit de exploratorul german Friedrich Móllerreid abia în anul 1928.
El Chichón nu este un vulcan impresionant, măsurând numai 1.260 de metri înălțime, ceea ce nu pare mare lucru dacă este comparat cu Popocatépetl și Iztaccíhuatl, din apropiere de capitala mexicană, sau cu Orizaba din lanțul muntos Sierra Volcanica, cu o altitudine de peste 5.000 de metri. dar erupția din 1982 a reamintit faptul că orice vulcan activ trebuie tratat cu respect deosebit, indiferent de mărimea acestuia. Peste 2.000 de persoane și-au pierdut viața în timpul lanțului de erupții ale vulcanului, care au durat de la 28 martie până la 4 aprilie 1982. În timpul erupției vulcanului El Chichón din 1982 și-a pierdut viața cunoscutul geolog Salvador Soto.

## Clima
Clima este subecuatorială umedă. Temperatura medie anuală variază între +23 °C +31 °C. Cantitatea medie anuală de precipitații este de 900 mm.